# エレガント・ジプシー
『エレガント・ジプシー』（Elegant Gypsy）は、アル・ディ・メオラが1977年に発表したセカンド・ソロ・アルバム。リターン・トゥ・フォーエヴァーを離れ、本格的に独り立ちを果たした作品。「Flight Over Rio」を除く5曲を自作し、作曲家としての成長を見せた。
ディ・メオラは「Mediterranean Sundance」においてフラメンコ・ギタリストのパコ・デ・ルシアと初共演を果たし、ここで聴けるアコースティック・ギター2本の絡みは、ディ・メオラの後の方向性を暗示している。また、ハードロック的な激しいサウンドに、スペイン音楽のメロディを持ち込んだ「Race With Devil On Spanish Highway」は、後にアメリカのヘヴィメタル・バンド、ライオットがカヴァーした。

## 収録曲
1. フライト・オーヴァー・リオ - "Flight Over Rio" (ミンゴ・ルイス) - 7:16
2. ミッドナイト・タンゴ - "Midnight Tango" (アル・ディ・メオラ) - 7:28
3. 地中海の舞踏 - "Mediterranean Sundance" (ディ・メオラ) - 5:12
4. レース・ウィズ・デヴィル・オン・スパニッシュ・ハイウェイ - "Race With Devil On Spanish Highway" (ディ・メオラ) - 6:18
5. レディ・オブ・ローマ, シスター・オブ・ブラジル - "Lady Of Rome, Sister Of Brazil" (ディ・メオラ) - 1:45
6. エレガント・ジプシー組曲 - "Elegant Gypsy Suite" (ディ・メオラ) - 9:16

## 録音メンバー
- アル・ディ・メオラ (Al Di Meola) - ギター、シンセサイザー、パーカッション、ピアノ
- スティーヴ・ガッド (Steve Gadd) - ドラム
- レニー・ホワイト (Lenny White) - ドラム、パーカッション
- アンソニー・ジャクソン (Anthony Jackson) - ベース
- ヤン・ハマー (Jan Hammer) - キーボード
- バリー・マイルズ (Barry Miles) - キーボード、アコースティックピアノ、シンセサイザー
- ミンゴ・ルイス (Mingo Lewis) - キーボード、パーカッション
- パコ・デ・ルシア (Paco De Lucia) - アコースティックギター (on 3)